# ロイヤルプリンセス (遊覧船)
ロイヤルプリンセス は神戸港中突堤中央ターミナルを発着する遊覧船（軽食レストラン船）。神戸ベイクルーズが運航する。

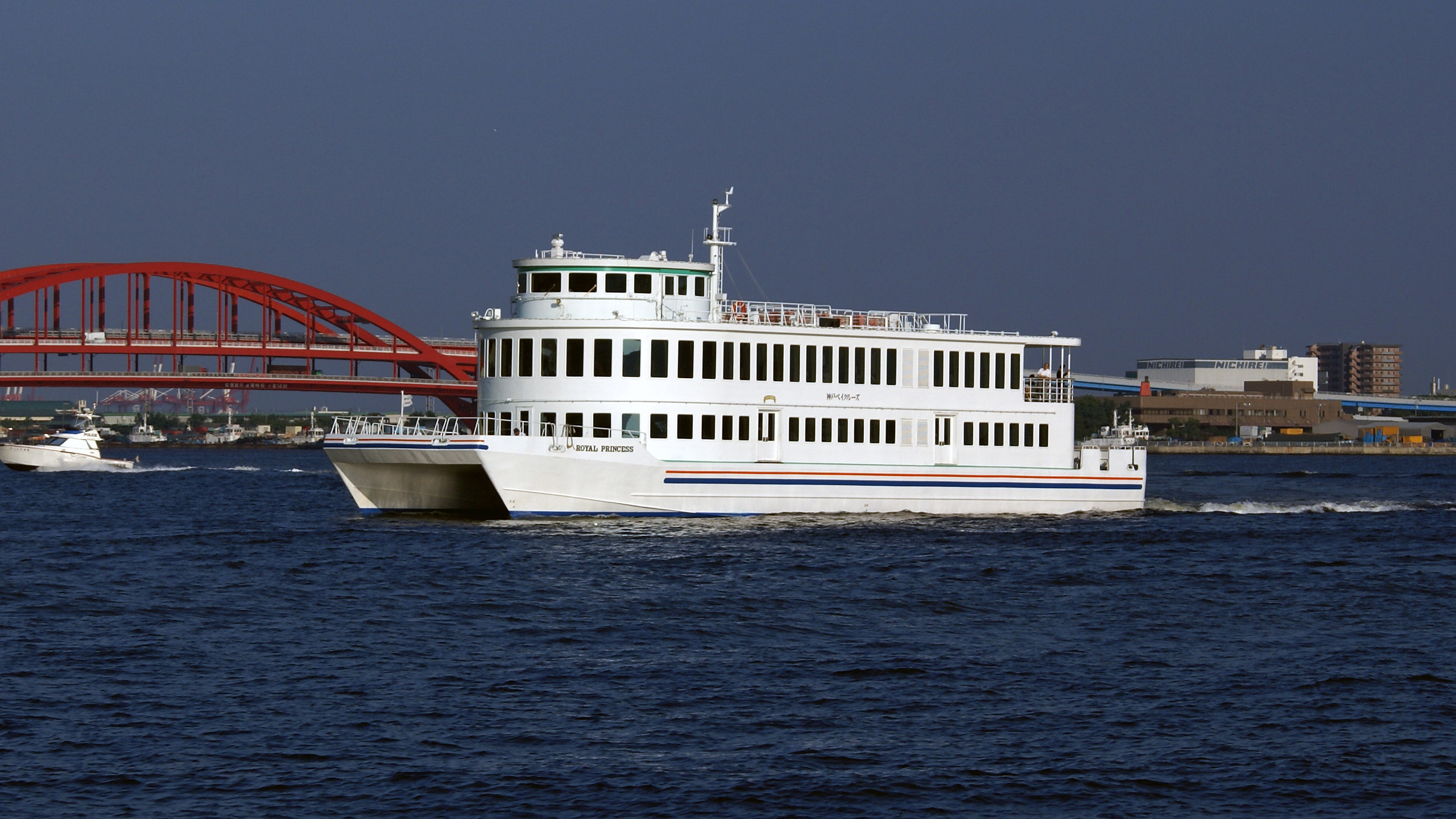
ロイヤルプリンセス（神戸港内）

## 概要
1993年「アメリア」という船名で佐世保市のハウステンボスと西彼杵郡西彼町（現西海市）の長崎オランダ村を行き来するシャトルシップとして就航。2005年2月より神戸港に就航した。
アールのかかった独特で大きなキャビンは同クラスの船舶よりも広い客室面積を有している。その分重心が高くなるが、総トン数414トンと大型であり双胴船型でもあるため、安定性は高いレベルで確保されている。
内装は豪華に作られているのでパーティクルーズ等にも利用される。

## 船舶データ
- 竣工 - 1993年2月
- 神戸港就航 - 2005年2月
- 航路 - 神戸大橋～新港～ポートアイランド～神戸空港～和田岬沖を周遊
- 全長 - 40.36m
- 総トン数 - 414トン
- 主機関 - ディーゼル、735kw×2基
- 定員 - 500名

## 利用情報
- 乗船場所 
  - 中突堤中央ターミナル（兵庫県神戸市中央区波止場町）
  - 交通アクセス
    - 神戸市営地下鉄海岸線 みなと元町駅 徒歩7分、JR神戸線 神戸駅、各線元町駅 徒歩10分
- 出航時間 - 10:45～16:45（毎時45分出港）、および17:45（臨時便）